# Henri Lhote
Henri Lhote (16. března 1903 Paříž — 26. března 1991 Saint-Aignan (Loir-et-Cher)) byl francouzský etnograf, spisovatel a cestovatel, objevitel skalních maleb na Sahaře.
Byl žákem abbé Henriho Breuila, paleontologa zaměřeného na výzkum jeskynního malířství. Při pobytu v Alžírsku se roku 1933 v Djanetu setkal s vojákem jménem Brenans, který mu vyprávěl o tom, jak v jednom údolí liduprázdného pohoří Tassili objevil na skalách malby zvířat. Lhote se na místo vypravil a datoval petroglyfy do období 6. tisíciletí př. n. l., kdy byla Sahara travnatou savanou s množstvím zvěře, které uživilo početnou loveckou a pasteveckou populaci, nazývanou Bovidiáni. Ve spolupráci s pařížským Musée de l'Homme pořídil soupis více než osmi set bovidiánských artefaktů a v roce 1957 uspořádal velkou výstavu jejich kopií v Musée des arts décoratifs. O svých nálezech také napsal řadu úspěšných publikací, dvě z nich byly přeloženy i do češtiny.
Kontroverzi vzbudil Lhote svými pokusy interpretovat některé malby jako doklady o návštěvách mimozemšťanů, které ovlivnily vznik lidské civilizace. Například postavu s kulatou hlavou připomínající přilbu nazval „Velký marťanský bůh“.